# تركي البنعلي
تركي البنعلي والذي يُكنَّى بـ أبو همام الأثري أو أبو سفيان السلمي أو أبو حذيفة البحريني (3 سبتمبر 1984 - 29 مايو 2017) قاضي ومنظر شرعي في تنظيم الدولة الإسلامية (داعش)، تولى منصب القاضي الشرعي العام لدى التنظيم، وكان له برنامج للفتوى يُذاع على إذاعة البيان. قتل جراء غارة أمريكية على مدينة الرقة غرب سوريا في 28 مايو 2017.

## سيرته

### النشأة
ولد تركي البنعلي في 3 سبتمبر 1984 في مدينة بسيتين في محافظة المحرق بمملكة البحرين لعائلة ثرية بارزة لها علاقات سياسية وثيقة مع العائلة المالكة في البحرين آل خليفة. حضر الفصول التي تدرس القرآن في مسقط رأسه وتعلم تلاوة القرآن من أحد شيوخ مسجد سلطان بن سلامة. كما حضر دروس الشيخ أبو زيد وشيخ آخر من المسجد الجنوبي في البسيتين. درس المرحلتين الابتدائية والمتوسطة في مدرسة الإيمان وهي مدرسة دينية خاصة ثم درس في القسم الأدبي في مدرسة الهداية الخليفية الثانوية للبنين. كما يشير اسمه فهو ينتمي إلى قبيلة آل بن علي التي ترتبط بعلاقات مصاهرة بالعائلة المالكة في البحرين.

### الدراسات الإسلامية
في مرحلة ما انتقل إلى دبي للتعليم العالي في الدراسات الإسلامية في كلية الدراسات الإسلامية والعربية ومع ذلك رُحِّل إلى البحرين. بعد ذلك درس في مدرسة الإمام الأوزاعي في بيروت. في عام 2007 اعتقلته السلطات في البحرين بتهم الانضمام إلى إحدى الخلايا وتقديم مساعدات لتنفيذ أعمال عدائية ضد الشيعة بمحاولة تفجير جامع عالي الكبير وحُكِم عليه بالسجن ستة أشهر. في عام 2010 تخرج من معهد البحرين للعلوم الشرعية.
درس في عهد العالم السعودي عبد الله بن جبرين وهو عضو في هيئة كبار العلماء واللجنة الدائمة للبحوث العلمية والإفتاء في المملكة العربية السعودية وكذلك السوري زهير الشاويش والفلسطيني الأردني أبو محمد المقدسي والمغربي عمر الحدوشي. ومن بين المعلمين الآخرين الشيخ صفاء الضوي العدوي والشيخ عامر صبري التميمي.
قدم المقدسي إلى البنعلي إجازة عامة يأذن له بتدريس جميع أعماله. كما كتب في عام 2009 في مقدمة أحد كتب البنعلي: «لقد زودته بإجازة لتعليم كل كتبي عندما رأيت فيه شغفا ودعما استثنائيين للدين من أجل التوحيد ومن أجل الجهاد ومن أجل المجاهدين. مثل هذه العاطفة يجب ألا تقابل إلا بالدعم والتشجيع. إذا كان للشيخ الحق في الاعتزاز بأي من طلابه فأنا فخور بهذا الأخ الحبيب».
تولى إمامة مسجد في سوق المحرق ثم مسجد العمال وبرز اسمه في البحرين في مجال الدعوة وكان له نشاط كبير في المنابر بالمساجد وفُصل من عمله ومُنع من الخطابة والإمامة بسبب أفكاره الدينية. وعمل أيضا مدرسا في مدرسة عمر بن عبد العزيز الابتدائية للبنين في حالة بو ماهر وما لبثت الحكومة البحرينية أن أقالته بسبب نهجه المتطرف أيضاً.
اعتقل عدة مرات في عدة دول ومنع من الدخول إلى الإمارات العربية المتحدة والكويت ومصر وقطر وغيرها.
في مرحلة ما سافر إلى أبين في اليمن والتقى بأعضاء من تنظيم القاعدة في جزيرة العرب. لقد كان عضواً في تنظيم القاعدة في جزيرة العرب وخدم مسؤولا شرعيا لهم. فيديو يظهر له في اليمن في عام 2012 باستخدام اسم حاتم المقبل.
اعتقل في عام 2007 مع مجموعة من رفاقه بسبب تصريحاته التكفيرية التي أدلى بها ما يعرف باسم «خلية السقيفة». وقد أُطلق سراحه بعد سلسلة من المناقشات رتبها مسؤولو السجن مع شيوخ سلفيين مقربين من المؤسسة الدينية السعودية مثل عدنان العرعور الذي زاره عدة مرات أثناء احتجازه وأجرى مناقشات معه.
بين أغسطس 2012 وأوائل 2013 سافر إلى تونس لإلقاء محاضرات. من المعروف أنه زار سوسة ومنزل بورقيبة وبنزرت. تظهر الصور أنه قابل أبو عياض التونسي في هذا الوقت.
في يونيو 2013 سافر إلى ليبيا بعد سقوط نظام معمر القذافي. تُظهر العديد من مقاطع الفيديو التي حُمِّلت على يوتيوب اجتماعاته في مدينة سرت حيث ألقى سلسلة من المحاضرات من ضمنها خطبة في مسجد الرباط في 1 أكتوبر 2013.

## تنظيم الدولة الإسلامية
وفقا للتقارير الصحفية وصل إلى سوريا في أواخر فبراير 2014 رغم أنه ربما كان يعيش هناك حتى قبل ذلك.
وفقا لوزارة الخزانة الأمريكية فإن «البنعلي هو مجند للمقاتلين الأجانب في داعش ويوفر الأدبيات والفتاوى لمعسكرات داعش التدريبية وقد كتب العديد من المنشورات لتجنيد المزيد من المقاتلين في داعش بما في ذلك الدعوة الأولى للمسلمين للتعهد بالولاء لزعيم داعش أبو بكر البغدادي كالخليفة».
اعتبارا من مارس 2014 قاد البنعلي شبكة دعم داعش التي تقوم بتجنيد المواطنين الخليجيين للانضمام بنجاح إلى داعش في سوريا. علاوة على ذلك في نوفمبر 2014 عُيِّن البنعلي في منصب كبير المستشارين الدينيين لداعش.
اتخذ البنعلي العديد من الكنى بما في ذلك أبو همام بن عبد العزيز الأثري وأبو بكر الأثري وأبو حازم السلفي وأبو حذيفة البحريني وأبو همام الأثري وأبو خزيمة المدري وأبو درغام والكنية التي ربما اشتهر بها هي أبو سفيان السلمي.

### اعتقال أخيه
أُلقي القبض على شقيقه عبد الله مبارك البنعلي في أبريل 2015 عندما حاول مغادرة البحرين بجواز سفر شخص آخر وفقا للمحكمة الجنائية العليا. قال عبد الله أن شقيقه تركي كان قادرا منذ سنوات على التعبير عن نفسه بحرية في الخطب العامة وعلى وسائل التواصل الاجتماعي وأنه كان أيضا قادرا على السفر دون عوائق «على مرأى من الأجهزة الأمنية. ولكن بعد السفر إلى منطقة النزاع في سوريا مع عدد من الشباب تم توجيه التهم إلى شقيقه وأنا أنكر هذه التهم». يحاكم تركي البنعلي غيابيا في هذه القضية. أُطلق سراح شقيقه في 31 أكتوبر 2015.

### اسقاط الجنسية
في أبريل 2014 كتب البنعلي أن الحكومة البحرينية هددت بسحب جنسية جميع المواطنين البحرينيين الذين يقاتلون في سوريا ما لم يعودوا إلى ديارهم في غضون أسبوعين. كان رده هو تأليف قصيدة تحط من فكرة المواطنة ذاتها وتعهد بالبقاء في داعش. «هل من المعقول أننا سنعود بعد أن وصلنا إلى شام المعارك الملحمية والحرب؟... الأرض التي يكون فيها الإسلام هي بيتي هناك مسكني وأنا أنتمي إليه». في 31 يناير 2015 أسقطت الحكومة البحرينية جنسية البنعلي.

### عقوبات الولايات المتحدة والأمم المتحدة
كان يخضع لعقوبات من قبل كل من وزارة الخزانة في الولايات المتحدة ومجلس الأمن التابع للأمم المتحدة.

## الوفاة
في 20 يونيو 2017 أصدر التحالف الذي تقوده الولايات المتحدة بيانًا ذكر فيه أن تركي البنعلي قد قُتل في غارة جوية في 31 مايو في الميادين في سوريا.

## العائلة
ظهر ابن عمه محمد عيسى البنعلي وهو ملازم انشق عن قوة دفاع البحرين في شريط فيديو لداعش. وصف محمد عيسى البنعلي بأنه ضابط سابق بوزارة الداخلية كان يعمل في سجن جو وهي منشأة سيئة السمعة بسبب الاكتظاظ والظروف القاسية. قال السجين السابق أنه شاهد البنعلي يشرف على سوء معاملة السجناء الشيعة الأحداث وذلك قبل وقت قصير من اختفاء البنعلي في عام 2014 للانضمام إلى داعش. توفي ابن عم آخر علي يوسف البنعلي أثناء قتاله مع داعش في سوريا في مايو 2016. قد يكون الرجال السابقون إخوته وليس أبناء عمومة. يُعتقد أيضًا أن والده مبارك وشقيقه الثالث عبد الله من أنصار داعش. ويُعتقد أيضًا أن لديه ولدًا واحدًا على الأقل وُلد في مارس 2015.

## المؤلفات
له مؤلفات شرعية مختلفة منها:
- الإجابة عن مسألة الاستتابة.

تركي البنعلي يلقي أحد الدروس في ليبيا.

- إرشاد الحيران إلى أهم معاني البيان.
- الإبانة في صور الاستعانة والإعانة.
- الإعلام بإقالة عثرات الأعلام «قطوف من كلام أئمة السلفية، والدعوة النجدية، والدولة الإسلامية».
- حادثة قتل السفير الروسي في ميزان الشرع.

- الأقوال المهدية إلى العمليات الإستشهادية.
- السلسبيل في قلة سالكي السبيل.
- شروط وموانع التكفير.
- النوافح المسكية في نقش شبهة المرحلة المكية.
- القيافة في عدم اشتراط التمكين الكامل للخلافة.
- السيل الكانس لترهات باني الكنائس.
- امتطاء السروج في نقش شبهة موقف الإمام أحمد من الخروج.
- جدول معين للمبتدئ في طلب العلم في الدين.
- مختصر المقال في مشروعية إطالة الشعر للرجال.
- الكوكب الدري المنير في إبطال حقن التخدير عن تكفير كل حاكمٍ شرير.
- بزوغ الفجر بالمحاجات العشر.
- رسالة بعنوان مد الأيادي لبيعة البغدادي.
- رسالة بعنوان إعلام الرائح والغادي ببعض مناقب البغدادي.
- تبصير المحاجج بالفرق بين رجال الدولة الإسلامية و الخوارج